# Yamaha SR 250
La Yamaha SR 250, chiamata anche in Nordamerica Exciter I SR250, è una motocicletta prodotta dalla casa motociclistica giapponese Yamaha dal 1980 al 1984.

## Profilo e contesto
La SR 250 era una moto di piccola cilindrata, dotata di un motore monocilindrico raffreddato ad aria da 249 cm³, a quattro tempi con distribuzione monoalbero a 2 valvole per cilindro, derivato dal propulsore che equipaggia la Yamaha XT250.
Ad alimentarlo vi era un carburatore Mikuni da 34 mm.

## Caratteristiche tecniche
| Caratteristiche tecniche - Yamaha SR 250          | Caratteristiche tecniche - Yamaha SR 250                                                                  | Caratteristiche tecniche - Yamaha SR 250                                                                  | Caratteristiche tecniche - Yamaha SR 250                                                                  | Caratteristiche tecniche - Yamaha SR 250                                                                  | Caratteristiche tecniche - Yamaha SR 250                                                                  |
| ------------------------------------------------- | --- | --- | --- | --- | --- |
|                                                   | | | | | |
| Dimensioni e pesi                                 | | | | | |
| Interasse:                                        | Interasse:                                                                                                | Massa a vuoto:                                                                                            | Massa a vuoto:                                                                                            | Serbatoio: 10 litri                                                                                       | Serbatoio: 10 litri                                                                                       |
| Meccanica                                         | | | | | |
| Tipo motore: monocilindrico a 4 tempi             | Tipo motore: monocilindrico a 4 tempi                                                                     | Tipo motore: monocilindrico a 4 tempi                                                                     | Tipo motore: monocilindrico a 4 tempi                                                                     | Raffreddamento: a aria                                                                                    | Raffreddamento: a aria                                                                                    |
| Cilindrata                                        | 249 cm³ (Alesaggio 75,0 × Corsa 56,5 mm)                                                                  | 249 cm³ (Alesaggio 75,0 × Corsa 56,5 mm)                                                                  | 249 cm³ (Alesaggio 75,0 × Corsa 56,5 mm)                                                                  | 249 cm³ (Alesaggio 75,0 × Corsa 56,5 mm)                                                                  | 249 cm³ (Alesaggio 75,0 × Corsa 56,5 mm)                                                                  |
| Distribuzione: SOHC a 2 valvole per cilindro      | Distribuzione: SOHC a 2 valvole per cilindro                                                              | Distribuzione: SOHC a 2 valvole per cilindro                                                              | Alimentazione: carburatore                                                                                | Alimentazione: carburatore                                                                                | Alimentazione: carburatore                                                                                |
| Potenza: 21,0 CV (15,7 kW) a 8.000 giri al minuto | Potenza: 21,0 CV (15,7 kW) a 8.000 giri al minuto                                                         | Coppia: 25,5 N⋅m a 6.500 giri al minuto                                                                   | Coppia: 25,5 N⋅m a 6.500 giri al minuto                                                                   | Rapporto di compressione: 9,2:1                                                                           | Rapporto di compressione: 9,2:1                                                                           |
| Frizione: multidisco a bagno d'olio               | Frizione: multidisco a bagno d'olio                                                                       | Frizione: multidisco a bagno d'olio                                                                       | Cambio: a 5 marce                                                                                         | Cambio: a 5 marce                                                                                         | Cambio: a 5 marce                                                                                         |
| Accensione                                        | elettronica                                                                                               | elettronica                                                                                               | elettronica                                                                                               | elettronica                                                                                               | elettronica                                                                                               |
| Avviamento                                        | elettrico                                                                                                 | elettrico                                                                                                 | elettrico                                                                                                 | elettrico                                                                                                 | elettrico                                                                                                 |
| Ciclistica                                        | | | | | |
| Telaio                                            | in acciaio                                                                                                | in acciaio                                                                                                | in acciaio                                                                                                | in acciaio                                                                                                | in acciaio                                                                                                |
| Sospensioni                                       | Anteriore: forcella telescopica con escursione da 140 mm / Posteriore: forcellone com escursione da 84 mm | Anteriore: forcella telescopica con escursione da 140 mm / Posteriore: forcellone com escursione da 84 mm | Anteriore: forcella telescopica con escursione da 140 mm / Posteriore: forcellone com escursione da 84 mm | Anteriore: forcella telescopica con escursione da 140 mm / Posteriore: forcellone com escursione da 84 mm | Anteriore: forcella telescopica con escursione da 140 mm / Posteriore: forcellone com escursione da 84 mm |
| Freni                                             | Anteriore: tamburo da 159 mm / Posteriore: tamburo da 130 mm                                              | Anteriore: tamburo da 159 mm / Posteriore: tamburo da 130 mm                                              | Anteriore: tamburo da 159 mm / Posteriore: tamburo da 130 mm                                              | Anteriore: tamburo da 159 mm / Posteriore: tamburo da 130 mm                                              | Anteriore: tamburo da 159 mm / Posteriore: tamburo da 130 mm                                              |
| Pneumatici                                        | Posteriore: 120/80-16                                                                                     | Posteriore: 120/80-16                                                                                     | Posteriore: 120/80-16                                                                                     | Posteriore: 120/80-16                                                                                     | Posteriore: 120/80-16                                                                                     |
| Altro                                             | | | | | |
| 3,1 l/100 km                                      | | | | | |
| Fonte dei dati:                                   | | | | | |